# José Nivaldo Martins Constante
José Nivaldo Martins Constante (Torres, Río Grande del Sur, 14 de marzo de 1974), más conocido como Nivaldo, es un exfutbolista brasileño que jugó como portero.

## Biografía
Nacido en Torres, Río Grande del Sur, Nivaldo hizo su debut con Araranguá Esporte Clube en 1995. Fue liberado al final del año, y posteriormente jugado para Campeonato Gaúcho de tercer nivel, también apareciendo para algunos clubes de Nordeste.
Nivaldo se unió a Guarani de Venâncio Aires en 1998, siendo la primera opción regular para la portería. En diciembre de 2000, fichó por Esportivo Bento Gonçalves, siendo figura principal para el club durante su estancia hasta 2006.
El 11 de abril de 2006 Nivaldo fichó por Chapecoense, con el club en una crisis financiera. Entonces se convirtió en el primer portero del equipo durante la Série D, Série C y Série B, haciendo su debut en la división última el 25 de mayo de 2013, en un 4–1 fuera de casa contra Boa Esporte.
Nivaldo siguió en Chape durante la temporada de 2014, pero como segundo portero, tras Danilo. Debutó en la Série A el 30 de noviembre de 2014, con 40 años, sustituyendo a Danilo en un 1–1 en casa frente a Cruzeiro. Fue también el primer portero en participar en cada una de las 4 divisiones del fútbol brasileño, y el tercer jugador de su club.
Nivaldo no embarcó al Vuelo 2933 de LaMia para la Final de la Copa Sudamericana 2016, el cual se accidentó en La Unión, Colombia y provocó el fallecimiento de 19 de sus compañeros. Después de la tragedia, anunció su retiro.

## Clubes
| Club        | País   | Año         |
| ----------- | ------ | ----------- |
| Araranguá   | Brasil | 1995 - 1997 |
| Guarani     | Brasil | 1998- 2000  |
| Esportivo   | Brasil | 2001 - 2006 |
| Chapecoense | Brasil | 2006 - 2016 |

## Palmarés

### Campeonatos estatales
| Título                 | Club        | País   | Año  |
| ---------------------- | ----------- | ------ | ---- |
| Copa Santa Catarina    | Chapecoense | Brasil | 2006 |
| Campeonato Catarinense | Chapecoense | Brasil | 2007 |
| Campeonato Catarinense | Chapecoense | Brasil | 2011 |
| Campeonato Catarinense | Chapecoense | Brasil | 2016 |

### Campeonatos internacionales
| Título            | Club        | País   | Año  |
| ----------------- | ----------- | ------ | ---- |
| Copa Sudamericana | Chapecoense | Brasil | 2016 |

### Distinciones individuales
- Jugador con más partidos disputados con el Chapecoense (298).